# Millennium: Dziewczyna, która igrała z ogniem
Millennium: Dziewczyna, która igrała z ogniem (oryg. Flickan som lekte med elden) – thriller kryminalny z 2009 roku, w reżyserii Daniela Alfredsona, nakręcony na podstawie powieści Dziewczyna, która igrała z ogniem z serii Millennium szwedzkiego autora Stiega Larssona.

## Obsada
- Mikael Nyqvist jako Mikael Blomkvist
- Noomi Rapace jako Lisbeth Salander
- Lena Endre jako Erika Berger
- Peter Andersson jako prawnik Nils Bjurman
- Per Oscarsson jako Holger Palmgren
- Sofia Ledarp jako Malin Erikson
- Yasmine Garbi jako Miriam Wu
- Georgi Staykov jako Alexander Zalachenko
- Annika Hallin jako Annika Giannini
- Tanja Lorentzon jako Sonja Modig
- Paolo Roberto jako on sam
- Johan Kylén jako Jan Bublanski
- Magnus Krepper jako Hans Faste
- Ralph Carlsson jako Gunnar Björk
- Micke Spreitz jako Ronald Niedermann
- Anders Ahlbom jako dr Peter Teleborian